# 4141 Nintanlena
4141 Nintanlena eller 1978 PG3 är en asteroid i huvudbältet som upptäcktes den 8 augusti 1978 av den rysk-sovjetiske astronomen Nikolaj Tjernych vid Krims astrofysiska observatorium på Krim. Den har fått sitt namn efter Nina, Tanya och Elena, fru och döttrar till Klim Churyumov.
Asteroiden har en diameter på ungefär 14 kilometer.